# المناوشات الحدودية السعودية ـ اليمنية 1931
في أوائل عام 1931، انخرطت مملكة الحجاز ونجد، التي كان يحكمها آل سعود، في مناوشات حدودية غير موثقة بشكل جيد ضد المملكة المتوكلية اليمنية. جميع التفاصيل المعروفة متوفرة في الصفحة 322 من كتاب سانت جون فيلبي 1955 المملكة العربية السعودية، والذي يعطي الوصف التالي: 

## تعليق
في تحقيق في عام 2017، لم يتمكن مشروع روابط الحرب من العثور على أي معلومات إضافية، ووجد أن ذا تايمز لم تتضمن أي ذكر لمثل هذه الحادثة في عام 1931 بالكامل.  ومع ذلك، ما زال يعتقد أن مثل هذا الحادث قد وقع، لأن فيلبي كان شريكًا وثيقًا لابن سعود بالإضافة إلى كونه مستعربًا بريطانيًا ذو سمعة طيبة.